# Dancehall Queen
Dancehall Queen is een single van de Jamaicaanse zanger Beenie Man met de eveneens Jamaicaanse zangeres Chevelle Franklyn uit 1997. Het werd in 1997 voor het eerst uitgegeven, en in 1999 voor een tweede maal in Nederland.

## Achtergrond
Dancehall Queen is geschreven door Tony Kelly, Donald Dennis, Anthony Moses Davis en Chevelle Franklyn. Het nummer betekende de internationale doorbraak van Beenie Man, die later voor drie Grammy Awards werd genomineerd en er één won. Het meeste succes werd behaald in Nederland. Dit gebeurde echter niet in 1997 bij de eerste uitgave, maar pas in 1999 toen het opnieuw in Nederland werd uitgegeven. Het kwam uiteindelijk tot de tiende plek in de Mega Top 100 en de twaalfde plek in de Top 40. Andere landen waar de hitlijsten werden behaald, waren Zweden, Frankrijk, het Verenigd Koninkrijk en de Verenigde Staten.